# Ontojärvi–Nurmesjärvi
El Ontojärvi–Nurmesjärvi es el nombre que recibe un gran lago en la zona de captación principal de Oulujoki en Kainuu, en el país europeo de Finlandia. Está situado concretamente en el municipio de Kuhmo. Se trata del lago número 44 por su superficie en el país. 
Tiene una profundidad media de 5,76 m (18,9 pies) alcanzando una profundidad máxima de 29 m ( 95 pies), El volumen de agua es de 0.602 km³ ( equivalentes a 488.000 acres pie). La longitud de su costa es de 315,87 kilómetros (196,27 millas), mientras que su superficie se eleva hasta los 159,2 m (522 pies).